# إيغور جوسيف
إيغور جوسيف (بالروسية: Игорь Алексеевич Гусев)‏ هو لاعب كرة قدم روسي وكازاخستاني، ولد في 1 نوفمبر 1975. لعب مع دينامو موسكو ونادي أوديسا ونادي ساتورن رامنسكوي.

## وصلات خارجية
- إيغور جوسيف على موقع قاعدة بيانات كرة القدم.إي يو (الإنجليزية)